# Моку, Маркулину
Маркули́ну Жозе́ Ка́рлуш Мо́ку (порт. Marcolino José Carlos Moco; родился 19 июля 1953) — третий премьер-министр Анголы в 1992—1996 годах.
Родился в провинции Уамбо в Анголе. Был премьер-министром Анголы со 2 декабря 1992 года по 3 июня 1996 года. В 1996 году был избран первым исполнительным секретарём Содружества португалоязычных стран. Занимал этот пост до 2000 года.
Бывший Генеральныйй секретарь МПЛА.